# Riva Trigoso (stacja kolejowa)
Riva Trigoso – stacja kolejowa w Sestri Levante, w regionie Liguria, we Włoszech. Znajdują się tu 2 perony.